# Alexa Internet

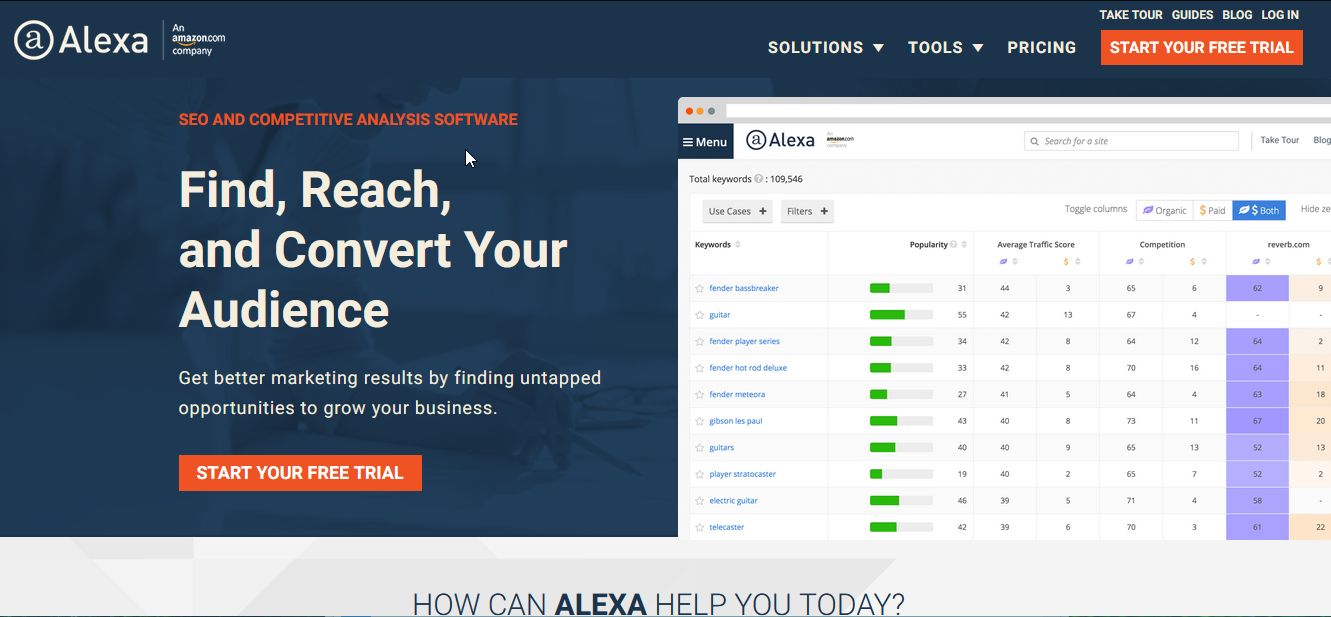
Strona Alexa Internet w 2022, zakończenie działalności portalu

Alexa Internet, Alexa – amerykańska spółka, funkcjonująca w latach 1996-2022, kontrolowana przez Amazon.com, prowadząca witrynę Alexa, która dostarczała informacje na temat ruchu sieciowego na stronach internetowych oraz udostępniała rankingi najpopularniejszych serwisów ostatniego miesiąca. Serwis był notowany w rankingu Alexa na miejscu 2908.
Spółka została założona 1 kwietnia 1996 roku, a trzy lata później kontrolę nad nią przejął Amazon.com.
Wyszukiwarka Alexa zaopatrzona była w robota internetowego, który indeksował ponad 4,5 miliarda stron. Posiadała także katalog stron WWW.
8 grudnia 2021 poinformowano o zamknięciu serwisu 1 maja 2022 roku oraz o zamknięciu API dnia 15 grudnia tego samego roku.